# MotoGP valenciai nagydíj
A MotoGP valenciai nagydíja a MotoGP egy versenye, mely 1999 óta folyamatosan szerepel a versenynaptárban.

## Az eddigi győztesek
| Év   | Helyszín | Moto3                      | Moto2                        | MotoGP                     | Összefoglaló |
| ---- | -------- | -------------------------- | ---------------------------- | -------------------------- | ------------ |
| 2023 | Valencia | Szaszaki Ajumu (Husqvarna) | Fermín Aldeguer (Boscoscuro) | Francesco Bagnaia (Ducati) | Összefoglaló |
| 2022 | Valencia | Izan Guevara (Gas Gas)     | Pedro Acosta (Kalex)         | Álex Rins (Suzuki)         | Összefoglaló |
| 2021 | Valencia | Xavier Artigas (Honda)     | Raúl Fernández (Kalex)       | Francesco Bagnaia (Ducati) | Összefoglaló |

| Év   | Helyszín | MotoE                                 | MotoE                                 | Moto3                 | Moto2                | MotoGP                     | Összefoglaló |
| Év   | Helyszín | Verseny 1                             | Verseny 2                             | Moto3                 | Moto2                | MotoGP                     | Összefoglaló |
| ---- | -------- | ------------------------------------- | ------------------------------------- | --------------------- | -------------------- | -------------------------- | ------------ |
| 2020 | Valencia | Törölték a koronavírus-járvány miatt. | Törölték a koronavírus-járvány miatt. | Tony Arbolino (Honda) | Jorge Martín (Kalex) | Franco Morbidelli (Yamaha) | Összefoglaló |
| 2019 | Valencia | Eric Granado (Energica)               | Eric Granado (Energica)               | Sergio García (Honda) | Brad Binder (KTM)    | Marc Márquez (Honda)       | Összefoglaló |

| Év   | Helyszín | Moto3                        | Moto2                     | MotoGP                    | Összefoglaló |
| ---- | -------- | ---------------------------- | ------------------------- | ------------------------- | ------------ |
| 2018 | Valencia | Can Öncü (KTM)               | Miguel Oliveira (KTM)     | Andrea Dovizioso (Ducati) | Összefoglaló |
| 2017 | Valencia | Jorge Martín (Honda)         | Miguel Oliveira (KTM)     | Dani Pedrosa (Honda)      | Összefoglaló |
| 2016 | Valencia | Brad Binder (KTM)            | Johann Zarco (Kalex)      | Jorge Lorenzo (Yamaha)    | Összefoglaló |
| 2015 | Valencia | Miguel Oliveira (KTM)        | Esteve Rabat (Kalex)      | Jorge Lorenzo (Yamaha)    | Összefoglaló |
| 2014 | Valencia | Jack Miller (KTM)            | Thomas Lüthi (Suter)      | Marc Márquez (Honda)      | Összefoglaló |
| 2013 | Valencia | Maverick Viñales (KTM)       | Nicolás Terol (Suter)     | Jorge Lorenzo (Yamaha)    | Összefoglaló |
| 2012 | Valencia | Danny Kent (KTM)             | Marc Márquez (Suter)      | Daniel Pedrosa (Honda)    | Összefoglaló |
| Év   | Helyszín | 125 cm³                      | Moto2                     | MotoGP                    | Összefoglaló |
| 2011 | Valencia | Maverick Viñales (Aprilia)   | Michele Pirro (Moriwaki)  | Casey Stoner (Honda)      | Összefoglaló |
| 2010 | Valencia | Bradley Smith (Aprilia)      | Karel Abraham (FTR)       | Jorge Lorenzo (Yamaha)    | Összefoglaló |
| Év   | Helyszín | 125 cm³                      | 250 cm³                   | MotoGP                    | Összefoglaló |
| 2009 | Valencia | Julián Simón (Aprilia)       | Héctor Barberá (Aprilia)  | Daniel Pedrosa (Honda)    | Összefoglaló |
| 2008 | Valencia | Simone Corsi (Aprilia)       | Marco Simoncelli (Gilera) | Casey Stoner (Ducati)     | Összefoglaló |
| 2007 | Valencia | Héctor Faubel (Aprilia)      | Mika Kallio (KTM)         | Daniel Pedrosa (Honda)    | Összefoglaló |
| 2006 | Valencia | Héctor Faubel (Aprilia)      | Alex de Angelis (Aprilia) | Troy Bayliss (Ducati)     | Összefoglaló |
| 2005 | Valencia | Mika Kallio (KTM)            | Daniel Pedrosa (Honda)    | Marco Melandri (Honda)    | Összefoglaló |
| 2004 | Valencia | Héctor Barberá (Aprilia)     | Daniel Pedrosa (Honda)    | Valentino Rossi (Yamaha)  | Összefoglaló |
| 2003 | Valencia | Casey Stoner (Aprilia)       | Randy de Puniet (Aprilia) | Valentino Rossi (Honda)   | Összefoglaló |
| 2002 | Valencia | Daniel Pedrosa (Honda)       | Marco Melandri (Aprilia)  | Alex Barros (Honda)       | Összefoglaló |
| 2001 | Valencia | Manuel Poggiali (Gilera)     | Kató Daidzsiró (Honda)    | Sete Gibernau (Suzuki)    | Összefoglaló |
| 2000 | Valencia | Roberto Locatelli (Aprilia)  | Nakano Sinja (Yamaha)     | Garry McCoy (Yamaha)      | Összefoglaló |
| 1999 | Valencia | Gianluigi Scalvini (Aprilia) | Ukawa Toru (Honda)        | Régis Laconi (Yamaha)     | Összefoglaló |